# NGC 6940

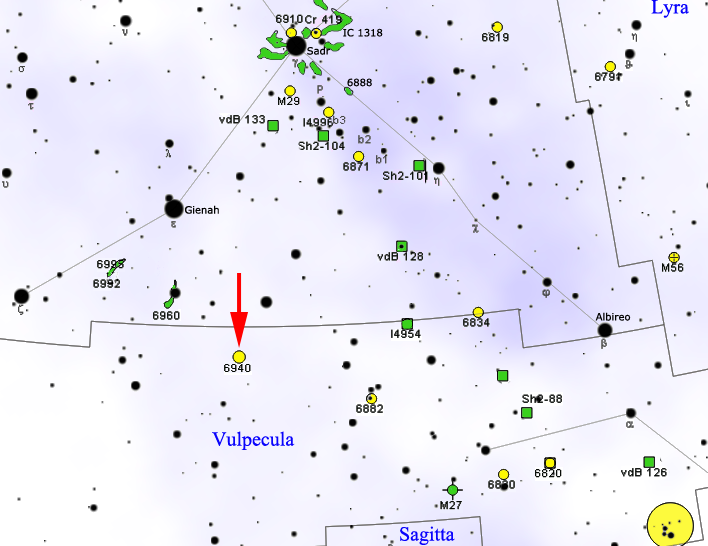
NGC 6940的位置

NGC 6940是在星座狐狸座的一個疏散星團。它是威廉·赫歇爾在1784年發現的。這個星團位於2,500光年之外，有近10億年的歷史。它被認為是該星座中最適宜觀賞的疏散星團。

## 觀測
它位於天鵝座41東南偏南兩度多一點，距離天鵝座52 西南三度半。這個星團使用小的雙筒望遠鏡就能看到，但只能看到較明亮的部份。NGC 6940收錄在赫歇爾目錄中，該目錄是從赫歇爾曾經觀測與記錄的數千個天體中篩選出400個適合業餘觀測的目標編輯而成。

## 特性
NGC 6940擁有數百顆恆星，但非常分散，因此在其成員之間也有可見的場恆星。例如，位於星團東北邊緣的8.6等B8 III巨星和一顆位於西南角的9.1等的A0 III巨星。這兩顆恆星都太年輕了，不可能是NGC 6940的成員，很可能只是背景恆星。NGC 6940最亮的恆星是露西達（英語：lucida），狐狸座FG。這是一顆紅巨星的半規則變星，其星等大約每80天在9.0至9.5等之間變化。NGC 6940中有豐富的紅巨星，根據WEBDA資料庫有 20多顆。根據對其中12顆恆星的光譜分析，星團年齡估計為11億年，赫羅圖轉折點質量的位置落在2M⊙。它的金屬豐度與太陽相近。在NGC 6940中，已經探測到8顆變星，它們的變率與盾牌座δ型變星一致。
倫琴衛星在軟X射線中對這個星團的研究揭示了四個被確定為星團成員的X射線源。其中一個來源被認為是一顆可能是星團成員的K0巨星，後來證實確實星團成員。其餘三個來源被確定為聯星，而且這三對都是星團的成員。儘管星團的年齡很大，但緊密的聯星可以保留非常活躍的星冕，光度變化呈現出獵犬座RS型變星的典型特徵。

## 外部連結
- WikiSky上关于NGC 6940的内容：DSS2, SDSS, GALEX, IRAS, 氢α, X射线, 天文照片, 天图, 文章和图片